# Kétes címer
A kétes címer olyan, amelynél szándékosan vétenek a heraldika szabályai ellen. 
Ezen címerek azonban mégsem antiheraldikusak, hanem a megengedhető kevés kivételt képezik a címerművészeten belül. Ilyen például Jeruzsálem, azaz Bouillon Godfried címere, mely vét a színtörvény, az egyik legfontosabb heraldikai szabály ellen, mert ezüst alapon öt aranykeresztet tartalmaz. Ezt a szabályellenesen szerkesztett címert Jeruzsálem elfoglalása után a főbbek tanácsa adta neki jeles tete emlékére. Ménestrier említi, hogy a velencei Michaeli család címerében az ezüst pólyákra helyezett 21 arany bizánci éremnek az a titka, hogy amikor Michaeli Domokos dózse pénze elfogyott a keresztes háborúban, kör alakú bőrdarabokkal fizetett, és ezeket a hazatérése után, a szavát megtartva, aranyra váltotta be.
Névváltozatok: kétes czímer (Bárczay 6.)

la: tesserae postulaticiae, arma investigatoria, fr: armoiries à l’enquerre, de: Räthselwappen, falsche 
Wappen 

Rövidítések

A nagyon régiek között viszonylag sok kétes címer van, mert ezek régebbiek, mint a heraldika szabályai és a viselőjük—ennek igazolásaként—nem szívesen változtatta azt meg. A francia nevét onnan kapta, hogy szabálytalansága miatt a herold gyakran kérdést intézett a címer viselőjéhez, akinek minden ilyen alkalommal lehetősége volt elmondani a címerhez kapcsolódó eredetmondát, ahányszor csak valaki érdeklődött a címer furcsaságai iránt. Ezért a kitűnő tettek megjutalmazására szándékosan is adtak kétes címert. A magyar heraldikában számos olyan címer van, amely vét a színtörvény ellen, de ezek mégsem tekinthetők kétes címernek, mert nem kapcsolódik hozzájuk megfelelő eredetmonda. Ennek ellenére a magyar címertan szempontjából nem is antiheraldikusak, hanem a magyar heraldika egyik sajátosságát képezik.
Sok régi heraldikus igaz vagy szabályos címernek (la: scutarium symbolum verum legitimumque, fr: armoiries vraes, de: Unbescholtene Wappen) nevezte a nem kétes címereket, míg a színtörvény ellen vétőket hamis címernek (de: falsche Wappen) nevezték, de ez a különbségtétel fölösleges.